# 호세 파간
호세 안토니오 파간(José Antonio Pagán, 1935년 5월 5일~2011년 6월 7일)은 푸에르토리코의 프로 야구 선수이자 코치이다. 1959년부터 1973년까지 메이저 리그 베이스볼(MLB)에서 15시즌 동안 유격수, 3루수, 외야수로 뛰었으며, 내셔널 리그의 샌프란시스코 자이언츠, 피츠버그 파이리츠, 필라델피아 필리스를 거쳤다. 피츠버그 파이리츠 시절이던 1971년 월드 시리즈 7차전 당시 소속팀의 우승을 이끄는 결승 2루타를 쳐냈다.

## 선수 경력
푸에르토리코 바르셀로네타 태생의 파간은 1959년 8월 4일에 24세의 나이로 샌프란시스코 자이언츠 소속으로 메이저 리그 데뷔전을 치렀는데, 밀워키 브레이브스의 투수 워런 스판을 상대로 대타로 나서 1타수 무안타를 기록했다. 1962년 시즌에는 개인 시즌 최다인 164경기에 출전해 타율 .259, 7홈런을 비롯해 커리어 하이인 150안타, 73득점, 57타점을 기록했다. 그해 소속팀 샌프란시스코 자이언츠는 내셔널 리그 우승을 차지했다. 샌프란시스코가 뉴욕 양키스와 맞붙은 1962년 월드 시리즈에서 파간은 타율 .368, 7안타, 1홈런, 2타점을 기록했고, 소속팀은 7차전까지 가는 승부 끝에 준우승에 머물렀다.
1965년 5월 22일, 샌프란시스코 자이언츠 구단은 파간을 피츠버그 파이리츠로 보내고 내야수 더키 스코필드를 데려오는 트레이드를 단행했다. 1970년부터 1972년까지 파간의 소속팀인 피츠버그 파이리츠는 3년 연속 내셔널 리그 동부 지구 우승을 차지했다. 파간은 피츠버그에서 주전으로 뛰지 못했지만 2할 6푼 대의 타율과 2할 8푼 대의 타율을 각각 두 차례씩 기록했다. 수비에서는 유격수보다는 대부분 3루수나 좌익수로 나섰으며, 1967년에는 1이닝을 포수로 뛰기도 하는 등 팀의 백업 요원을 도맡았다.
피츠버그 파이리츠는 1970년 내셔널 리그 챔피언십 시리즈에서 신시내티 레즈에 스윕을 당한 다음해에 월드 시리즈에 진출해 볼티모어 오리올스와 맞붙었다. 1971년 월드 시리즈 7차전 8회초에 파간은 1루에 주자로 나가 있던 윌리 스타젤을 홈으로 불러들이는 결승 2루타를 쳐냈고, 이 안타는 이 경기와 월드 시리즈의 향방을 결정지었다.
1972년 10월 24일, 피츠버그 구단은 파간을 방출했고, 자유계약선수 신분이던 파간은 같은 해 11월 13일에 필라델피아 필리스와 계약을 맺었다. 필라델피아 필리스 유니폼을 입고 뛴 1973년 8월 15일 샌프란시스코 자이언츠와의 원정 경기에서 대타로 나서 삼진을 당했는데, 이 경기가 파간의 메이저 리그 마지막 경기가 되었다.

## 이후의 삶
파간은 선수로서 은퇴한 뒤에 1974년부터 1978년까지 피츠버그 파이리츠에서 코치를 역임했다. 1979년과 1980년 2년 동안은 트리플 A 퍼시픽 코스트 리그 오그던 에이스의 감독을 역임했다. 여러 해 동안 푸에르토리칸 윈터 리그에 참가한 복수 구단의 감독을 맡기도 했으며, 푸에르토리코에 거주하다가 1999년에 미국 플로리다주로 이주했다.
파간은 2011년 플로리다주 세브링의 자택에서 알츠하이머병으로 세상을 떠났으며, 향년 76세였다. 유족으로 아내와 두 아들이 있었다. 피츠버그 구단은 그날 밤 홈구장인 PNC 파크에서 열린 애리조나 다이아몬드백스와의 경기에서 경기 전 묵념을 올렸다. 시신은 에이번파크의 레이크뷰 메모리얼 가든에 안장되었다.